# Cryphia mediofusca
Cryphia mediofusca är en fjärilsart som beskrevs av Shigero Sugi 1959. Cryphia mediofusca ingår i släktet Cryphia och familjen nattflyn. Inga underarter finns listade i Catalogue of Life.